# Gluten

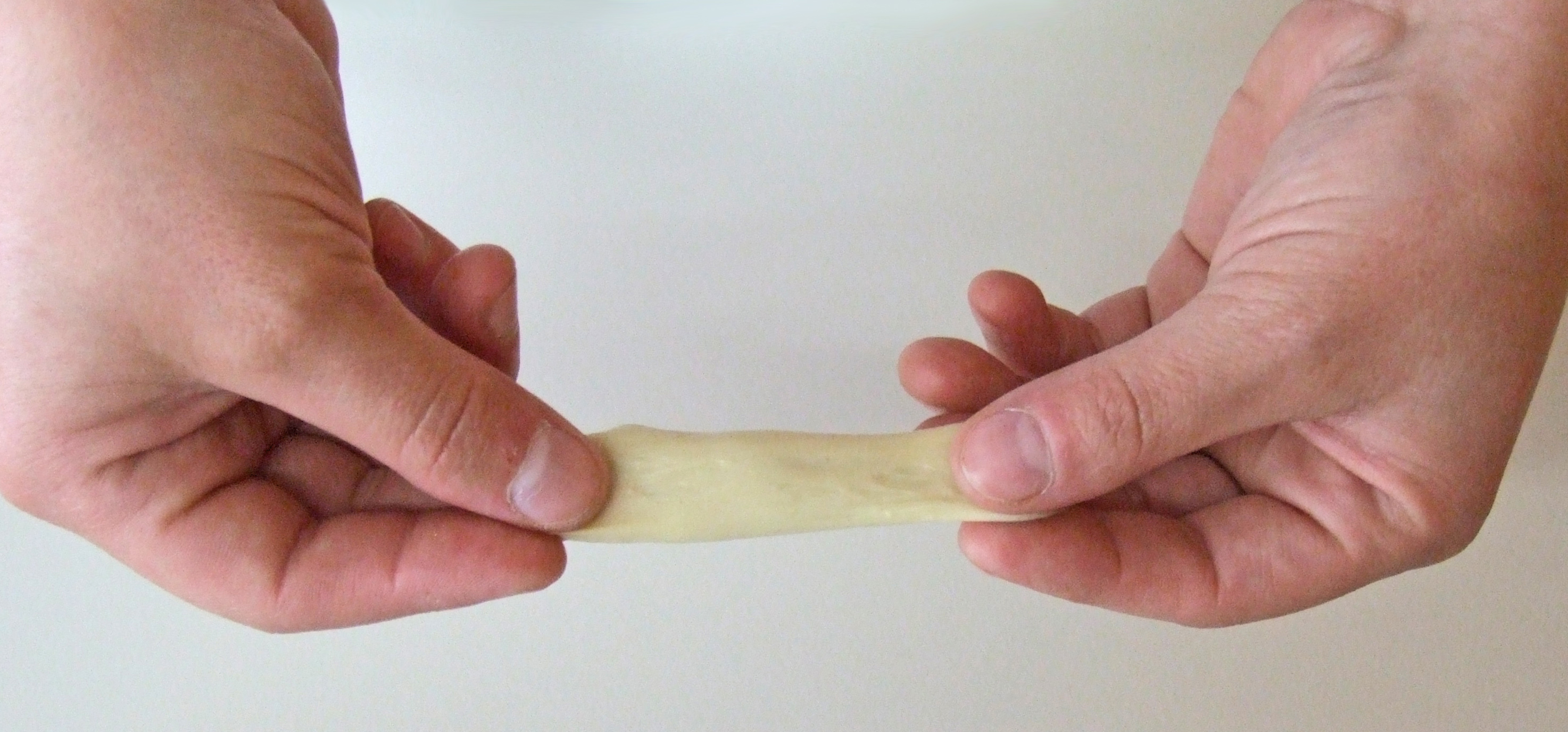
Dehnungsprobe eines ausgewaschenen Weizenklebers

Gluten ([gluˈtʰeːn] oder [ˈgluːtʰən], von lateinisch glūten „Leim“) oder Klebereiweiß ist ein variierender Komplex von Proteinen, wie er in einigen Getreidesorten natürlich vorkommt. Dieser besteht aus Proteinen der Prolamin- und Glutenin-Gruppen. Er bildet das Teiggerüst für verschiedene Backwaren.
Für die meisten Menschen ist der Konsum von Gluten gesundheitlich unbedenklich. Gluten kann bei einem sehr kleinen Bevölkerungsanteil (<1 %) mit einer bestimmten genetischen Disposition Zöliakie auslösen. Eine langfristige Aufnahme von Gluten steht jedoch nicht mit einem erhöhten Risiko für koronare Herzkrankheiten bei Menschen ohne Zöliakie in Verbindung, und die Förderung glutenfreier Diäten bei Menschen ohne Zöliakie ist daher nicht als Maßnahme zur Prävention koronarer Herzkrankheiten zu empfehlen. Studienergebnisse deuten zudem darauf hin, dass Patienten mit selbstberichteter Nicht-Zöliakie-Glutensensitivität tatsächlich keine durch Gluten bedingte Symptome zeigten. Vielmehr zeigen Studienergebnisse, dass negative Erwartungen allein oder in Kombination mit dem Verzehr von Gluten bei Menschen mit Nicht-Zöliakie-Glutensensitivität Symptome auslösen können, unabhängig davon, ob Gluten tatsächlich konsumiert wurde oder nicht, was auf einen deutlichen Nocebo-Effekt hinweist. Entgegen mancher Behauptungen lässt sich kein Hinweis auf ein erhöhtes glutenbedingtes immunstimulierendes Potenzial moderner Weizensorten im Vergleich zu älteren Weizensorten feststellen. Diesen Erkenntnissen steht ein regelrechter Hype zur glutenfreien Ernährung entgegen, dessen Ursache unter anderem in den wirtschaftlichen Interessen werbetreibender Social-Media-Influencer, Buchautoren und selbsternannter Ernährungsexperten zu suchen ist.
Die Bezeichnung Kleber wird oftmals synonym zu Gluten verwendet, dieser ist jedoch als das Gemisch aus Proteinen, Lipiden und Kohlenhydraten definiert, das nach Auswaschen der löslichen Bestandteile und Stärke aus einem Teig zurückbleibt. Wenn Wasser zu Getreidemehl gegeben wird, dann bildet das Gluten beim Anteigen aus dem Mehl eine gummiartige und elastische Masse, nämlich den Teig. Der darin enthaltene Kleber entsteht beim Anteigen durch die irreversible Ausbildung einer dreidimensionalen Struktur der Proteine.
Getreidearten wie Hirse, Teff, Mais und Reis sowie Pseudogetreide wie Quinoa, Amarant und Buchweizen sind glutenfrei.

## Aufbau
Gluten setzt sich aus den beiden Osborne-Fraktionen Prolamine (löslich in einer 70-prozentigen Ethanollösung) und Gluteline (im Alkalischen löslich) zusammen, wobei es sich (im Gegensatz zu Enzymen und anderen Cytoplasmaproteinen) um Reserveproteine (Speicherproteine in Samen, Wurzel- und Sprossknollen) handelt. Im Weizen werden sie als „Gliadine“ (Prolaminfraktion) und „Glutenine“ (Glutelinfraktion) bezeichnet und in die Untergruppen „hochmolekulare“ Gliadine und „niedermolekulare“ Gliadine sowie „mittelmolekulare“ Glutenine (ω1,2-Gliadine) und „niedermolekulare Glutenine“ (α- und β-Gliadine) unterteilt. Prolamine und Gluteline kommen im Weizen in einem Verhältnis von etwa 1:1 vor und stellen mit rund 80 % die mengenmäßig größte Proteinfraktion dar.

## Lebensmitteltechnologische Bedeutung
In Verbindung mit Wasser bildet Gluten sogenanntes Klebereiweiß. Dieses bildet das Teiggerüst bei Brot und Gebäck. Die Menge an Gluten ist für die Backfähigkeit („Gashaltefähigkeit“) von Weizenmehlen ausschlaggebend. Gluten ist dehnbar und sorgt im Weizenteig auf der Gare dafür, dass das Gärgas (Kohlendioxid) gehalten wird und somit das Gebäck aufgehen kann. Im fertigen Gebäck sorgt das geronnene Klebergerüst dafür, dass das Gebäck seine Form behält.
Die Aufgabe des Müllers besteht darin, Weizenpartien so zu mischen, dass die Kleberqualität für die Herstellung von Brot und Kleingebäck optimal ist. Im handelsüblichen Weizenmehl liegt der Klebergehalt in der Trockensubstanz bei ungefähr 13 %. Da trockener Kleber das Zwei- bis Dreifache seines Eigengewichts an Wasser aufnehmen kann, liegt der wasserhaltige Klebergehalt in Teigen dann bei etwa 30 % bis 35 %.
Im Labor wird Kleber ausgewaschen, indem ein Teig mit Kochsalzlösung gespült wird, bis die Iodprobe anzeigt, dass im Auswaschwasser keine Stärke mehr vorhanden ist. Zurück bleibt der kaugummiartige Kleber. Die Eigenschaften des Klebers (dehnbar-elastisch oder bockig-kurz) werden hauptsächlich durch die Sorteneigenschaften des Weizens vorgegeben. Die Kleberqualität kann im Labor durch verschiedene Untersuchungen (Dehnungsprüfung mit dem Extensographen oder Glutenindex mit dem Glutomatic-Gerät) festgestellt werden.
Beim Auswaschen des Klebers verändert sich die Eiweißzusammensetzung, weil insbesondere die essentielle Aminosäure Lysin teilweise zusammen mit der Stärke entfernt wird.

### Vorkommen
| glutenhaltig | glutenfrei                               |
| ------------ | ---------------------------------------- |
| Weizen       | Hirse                                    |
| Dinkel       | Mais                                     |
| Grünkern     | Reis                                     |
| Emmer        | Buchweizen                               |
| Khorasan     | Quinoa                                   |
| Einkorn      | Amarant                                  |
| Roggen       | Hülsenfrüchte (z. B. Soja, Kichererbsen) |
| Gerste       |                                          |

Getreide mit hohem Glutengehalt sind Dinkel (10,3 g/100 g Mehl Typ 630) und Weizen (9,8 g/100 g Mehl Typ 405). Es werden auch Weichweizen mit 13 bis 16 g/100 g Proteingehalt angeboten, oft unter Handelsnamen wie Pizzamehl und Manitoba. Ebenfalls vergleichsweise viel Klebereiweiß enthalten Kamut, Emmer, Einkorn und Hartweizen. Einen niedrigeren Anteil an Klebereiweiß haben Roggen (Secalinin, 3,2 g/100 g Mehl Typ 815), Hafer (Avenin, 5,6 g / 100 g Vollkornmehl) und Gerste (Hordenin, 5,6 g/100 g) in ganzem entspelztem Korn. Getreidearten wie Hirse, Teff, Mais und Reis sowie Pseudogetreide wie Quinoa, Amarant und Buchweizen sind glutenfrei. Gluten ist Bestandteil von Lebensmitteln, die aus entsprechendem Getreide hergestellt wurden, und es bildet den Hauptbestandteil für Seitan, einen auch als „Weizenfleisch“ angebotenen Fleisch-Ersatz.
Glutenfreies Mehl wird im Handel angeboten; es verhält sich jedoch anders als glutenhaltiges Mehl. Die Mengenangaben für einzelne Zutaten können daher von klassischen Rezeptangaben abweichen.
Ebenfalls im Handel angeboten wird glutenfreies Bier.
Sofern glutenhaltiges Getreide (einschließlich Hafer) als (absichtliche) Zutat verwendet wird, muss dies innerhalb der EU gemäß der Lebensmittel-Informationsverordnung auch genannt werden. Eine Vorschrift zur Kennzeichnung von (unabsichtlichen) Spuren, beispielsweise durch Kontamination im Anbau oder Produktionsprozess, existiert jedoch weder EU-weit noch in Deutschland, weshalb aus dem Fehlen einer Spurenkennzeichnung allein keine Rückschlüsse möglich sind. Die Bezeichnung „glutenfrei“ darf ein Lebensmittel tragen mit einem Glutengehalt von maximal 20 mg/kg; auch dieser Begriff garantiert also lediglich eine Höchstmenge, nicht jedoch Glutenfreiheit. Auch Produkte, für die das Symbol der durchgestrichenen Ähre der Europäischen Zöliakie-Gesellschaften lizenziert wurde, müssen lediglich diesen Höchstwert einhalten.

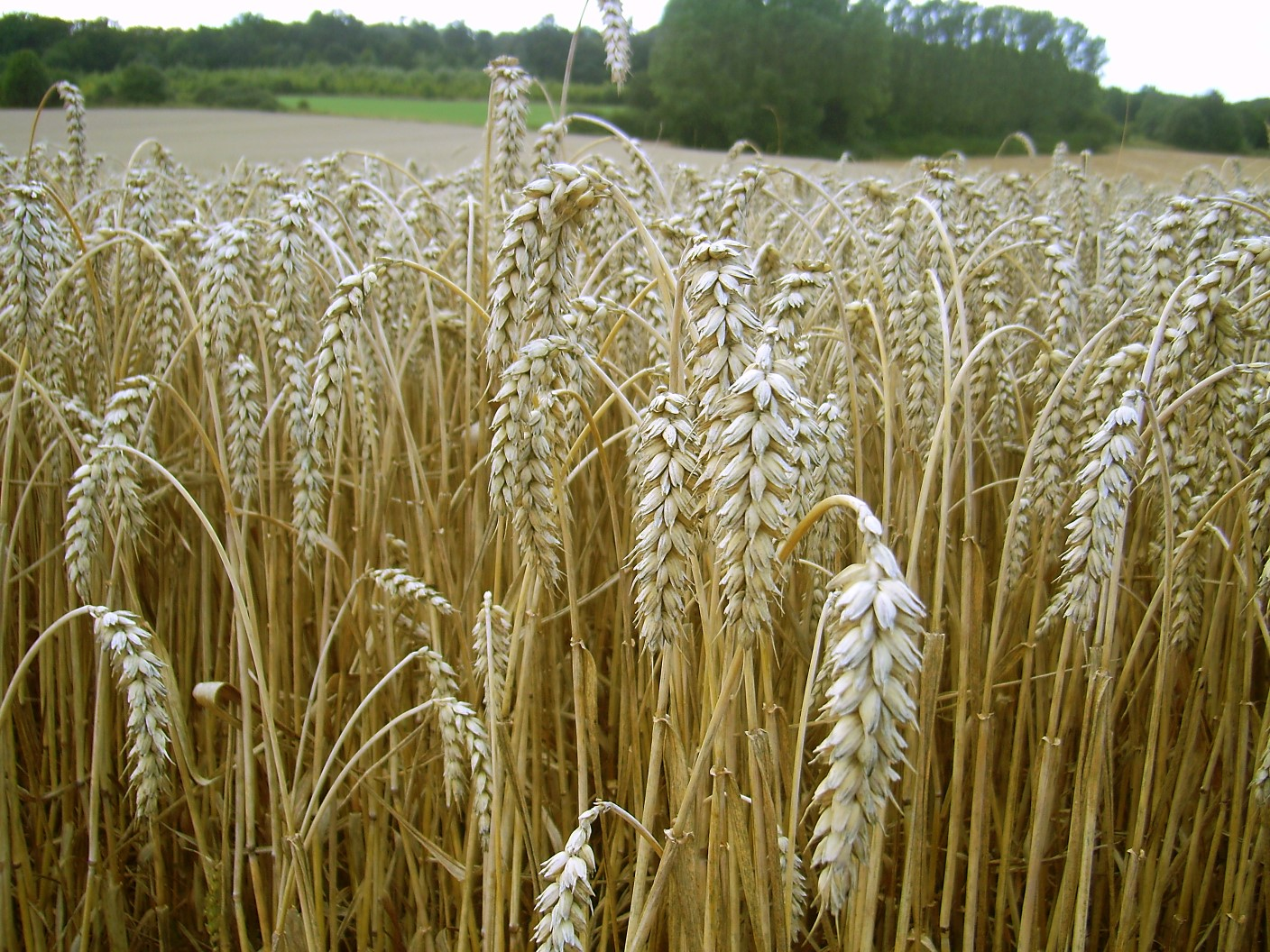
Reife Weizenkörner enthalten Gluten
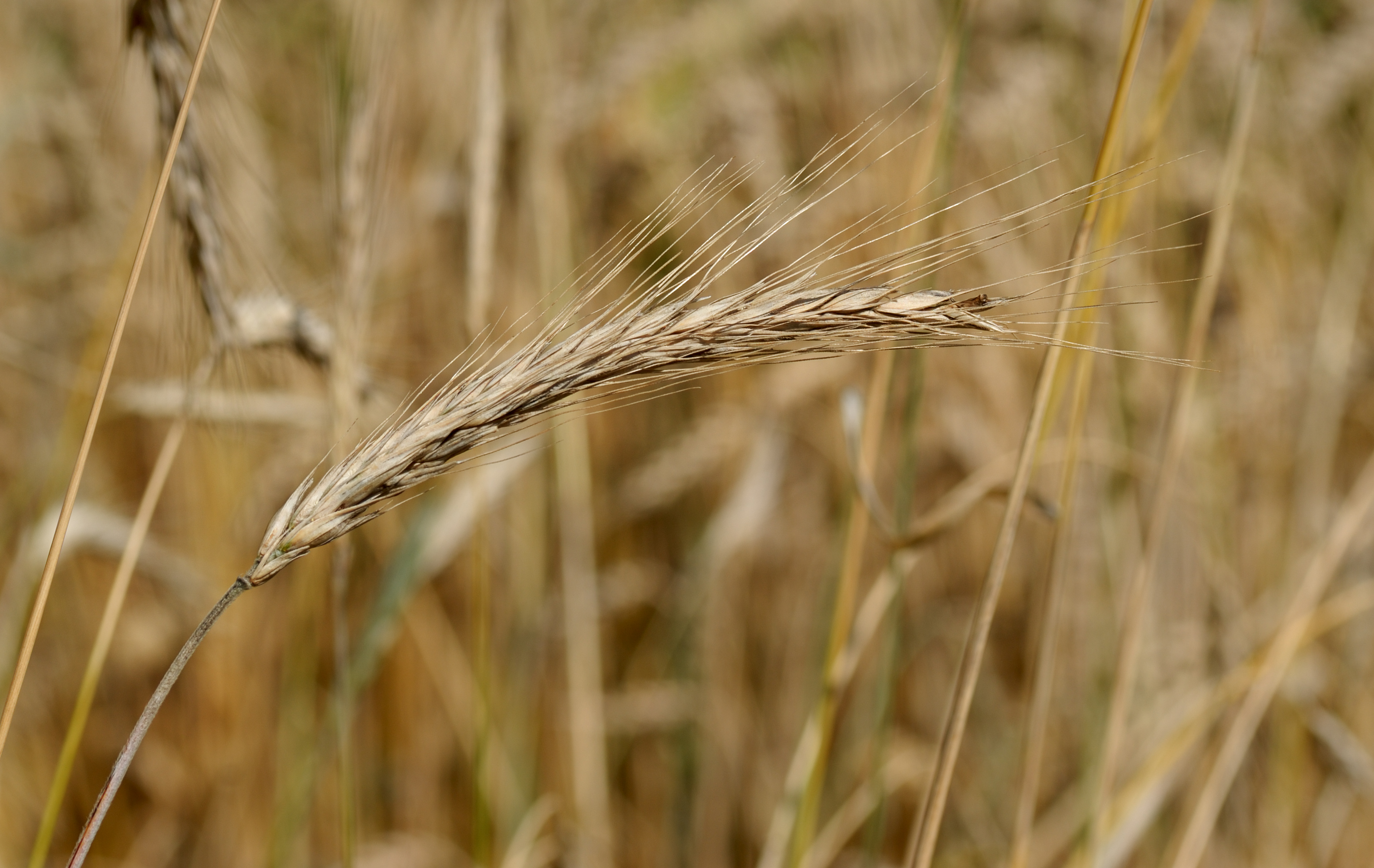
Roggenkörner enthalten Gluten
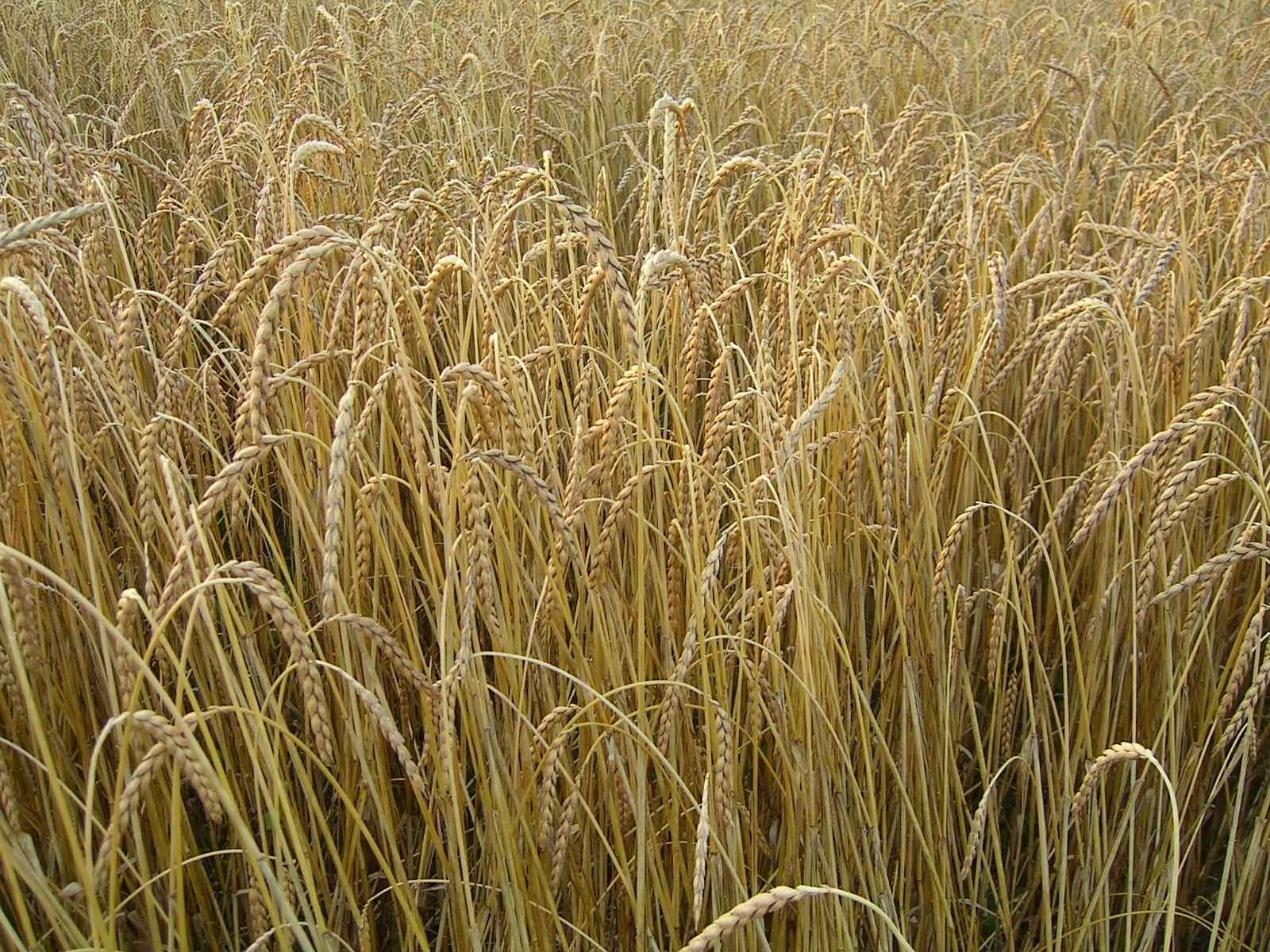
Dinkelkörner enthalten Gluten
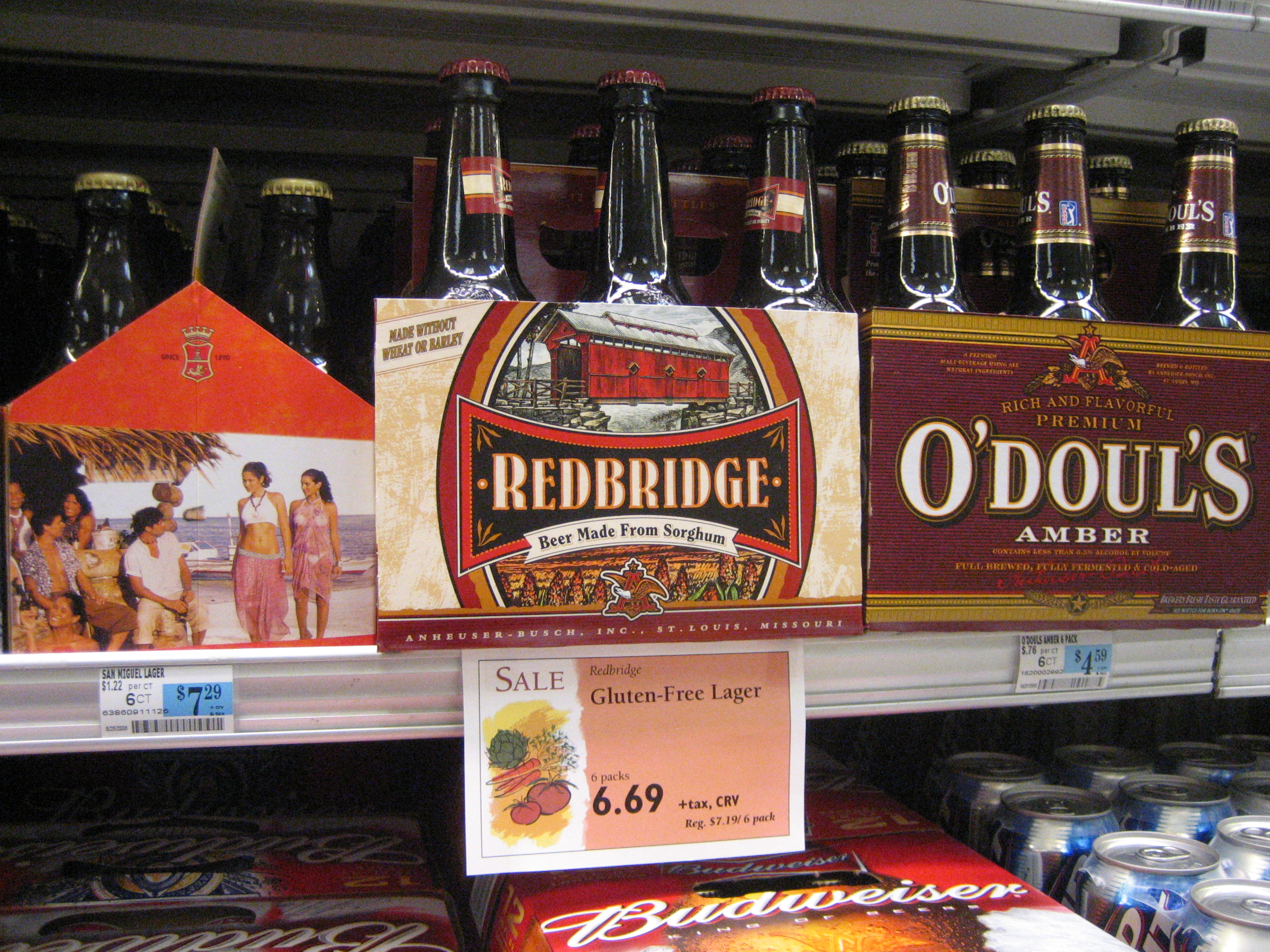
Als glutenfrei ausgewiesenes Bier aus Sorghum in einem amerikanischen Supermarkt
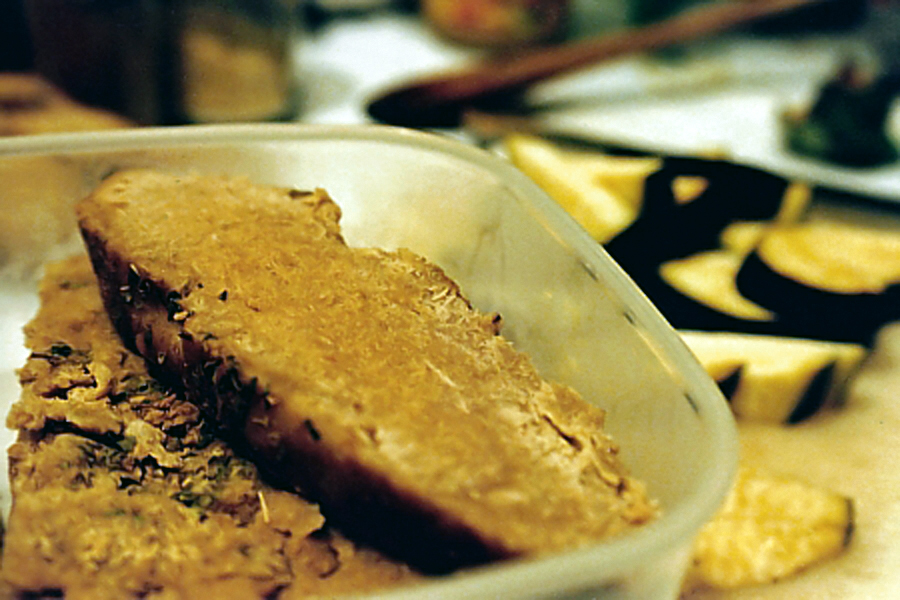
Ein Stück Seitan („Weizenfleisch“) aus Gluten
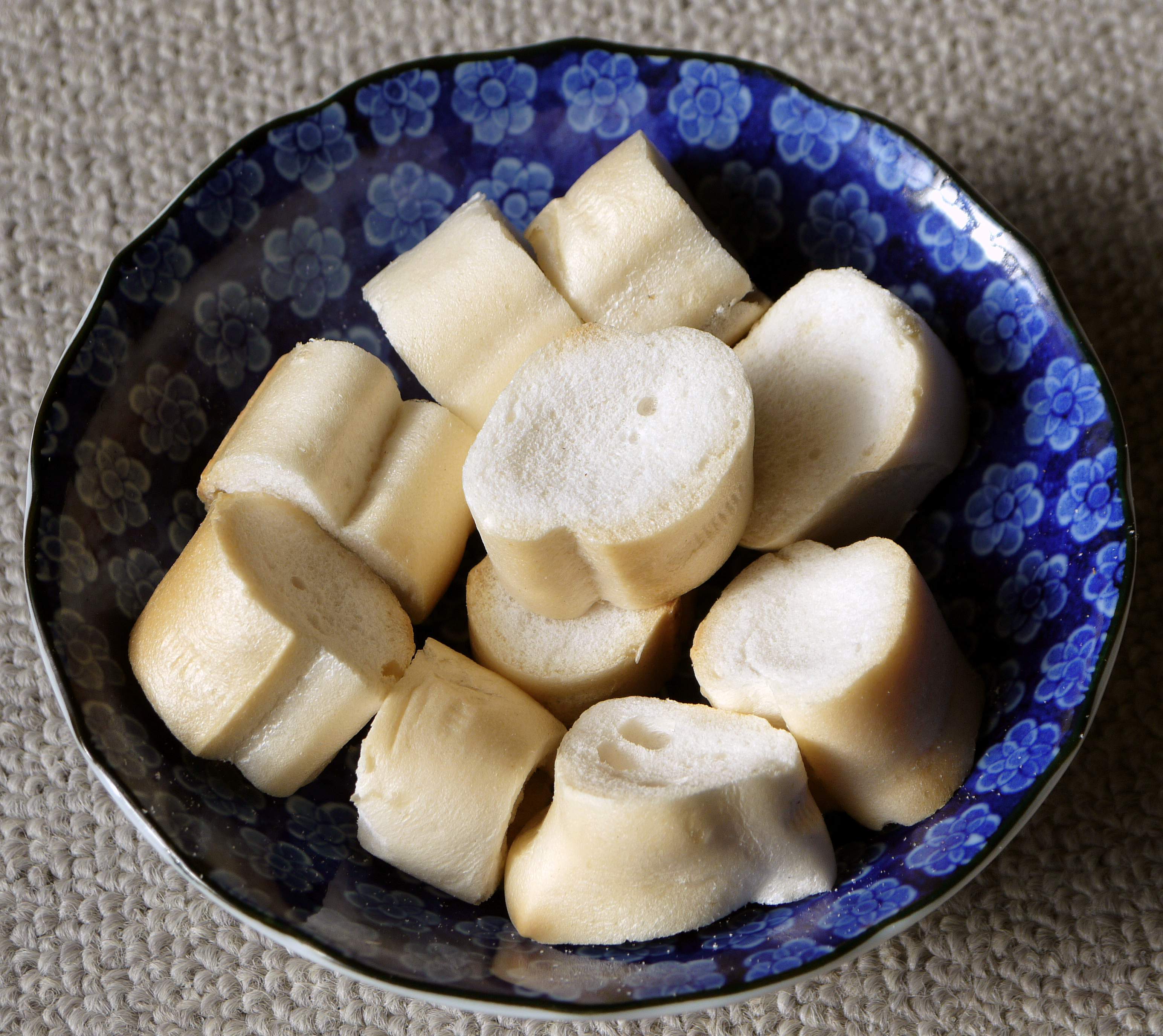
Japanischer Seitan (Yaki-Fu, 焼き麩) aus Gluten

## Gesundheitliche Aspekte

Symbol auf glutenfreien Nahrungsmitteln

### Zöliakie
Zöliakie ist eine durch Glutenunverträglichkeit verursachte entzündliche Erkrankung der Darmschleimhaut, die unbehandelt weitreichende gesundheitliche Folgen haben kann. In Deutschland ist etwa einer von 100 Menschen von einer Zöliakie betroffen.

### Gluten-Ataxie
Gluten-Ataxie ist eine neurodegenerative Autoimmunerkrankung, charakterisiert durch Störungen der Bewegungskoordination, die mit Muskelzuckungen einhergehen kann.

### Dermatitis herpetiformis Duhring
Dermatitis herpetiformis Duhring ist eine bläschenbildende Hauterkrankung mit starkem Juckreiz, die meist bei Menschen mit Zöliakie auftritt.

### Tiermedizin
Beim Border Terrier wird das Canine Epileptoid Cramping Syndrome, eine Erkrankung mit epilepsieartigen Krampfanfällen, als nicht-darmassoziierte Form der Glutenunverträglichkeit angesehen.

### Nicht-Zöliakie-Weizensensitivität
Die Nicht-Zöliakie-Weizensensitivität wird vermutlich nicht durch Gluten, sondern andere Weizen-Bestandteile, wie etwa Amylase-Trypsin-Inhibitoren ausgelöst.

## Wortherkunft und Aussprache
Der Begriff leitet sich vom lateinischen Glūten mit der Bedeutung ‚Leim‘ ab. Dieses Wort geht wie Kleber auf die indoeuropäische Wurzel *glei- ‚kleben, schmieren‘ zurück.
Das Wort wird in Anlehnung an andere chemische Begriffe wie Arsen oder Selen üblicherweise mit langem e ([gluˈtʰeːn] ⓘ, wie in zudem) ausgesprochen. Die alternative Betonung auf der ersten Silbe ([ˈgluːtʰən] ⓘ, wie in sputen) entspricht eher der lateinischen Aussprache des Ursprungsworts.

## Dokumentationssendung
- Gluten, der Feind in deinem Brot. Regie: Patrizia Marani, ARTE, Produktion: Graffiti Doc, Frankreich/Italien, 79 Minuten, 2020